# Saint-Léger-sur-Sarthe
Saint-Léger-sur-Sarthe é uma comuna francesa na região administrativa da Normandia, no departamento Orne. Estende-se por uma área de 13,12 km². Em 2010 a comuna tinha 333 habitantes (densidade: 25,4 hab./km²).